# Gerhard Meisenberg
Gerhard Meisenberg es un bioquímico alemán. Hasta 2018 fue profesor de fisiología y bioquímica en la Facultad de Medicina de la Universidad Ross en Dominica. Es director, con Richard Lynn, del Pioneer Fund, que ha sido descrito como un grupo de odio por el Southern Poverty Law Center. Hasta 2018 o 2019, el editor en jefe de Mankind Quarterly, que, de nuevo, el Southern Poverty Law Center describió como un "journal racista".
Meisenberg estuvo en el consejo editorial de la revista Intelligence hasta finales de 2018.: 79  El genetista Daniel MacArthur, escribiendo para Wired, describió una carta que Meisenberg envió a Nature abogando por el uso hipotético de la procreación selectiva o la ingeniería genética si se encuentran diferencias genéticas grupales en inteligencia.  Meisenberg asistió y ayudó a organizar la Conferencia de Londres sobre Inteligencia.: 81  Fue uno de los quince asistentes que contribuyeron a la defensa de la conferencia publicada en Inteligencia.

## Investigaciones
Meisenberg ha propuesto un modelo de desarrollo económico en las naciones que intenta predecir el desarrollo futuro basado en tendencias históricas en inteligencia, educación y crecimiento económico. También ha estudiado el posible efecto disgénico en la inteligencia, debido a una supuesta relación negativa entre fertilidad e inteligencia: Meisenberg argumenta que en la sociedad occidental, esta tendencia se retrasó por las prohibiciones religiosas contra la anticoncepción, permitiendo que la selección positiva de inteligencia continúe hasta la revolución industrial.
La periodista Angela Saini, en un artículo de opinión para The Guardian, dijo que los puntos de vista de Meisenberg sobre raza e inteligencia "no están respaldados por evidencia" y "generalmente reciben poca o ninguna atención de la comunidad científica cotidiana".
Meisenberg escribió libro de 2007 In God's Image: The Natural History of Intelligence and Ethics, donde desarrolla su teoría sobre cómo el genotipo determina la fisiología y el comportamiento. El biólogo e historiador evolutivo R. Paul Thompson, de The Quarterly Review of Biology, describió el libro como bien escrito, pero basado en generalizaciones no respaldadas, diciendo que "el programa general del libro [es] demasiado extremo, demasiado ideológico y demasiado biológico y antropológicamente poco sofisticado". El antropólogo Jonathan M. Marks, de International Journal of Primatology, criticó tanto la premisa subyacente del trabajo como "el enfoque poco crítico y arrogante" de Meisenberg sobre el tema. Marks comparó el libro con los de J. Philippe Rushton e Immanuel Velikovsky.

## Libros
- Meisenberg, Gerhard; Simmons, William H. (2016). Principles of Medical Biochemistry (en inglés) (4 edición). Elsevier. ISBN 9780323296168.
- Meisenberg, Gerhard (2007). In God's Image: The Natural History of Intelligence and Ethics. Sussex: Book Guild Publishing. ISBN 9781846240553.